# Толедо (королевство)
Королевство Толедо (исп. Reino de Toledo) — средневековое королевство, часть Кастильской короны.
Королевство Толедо было образовано 25 мая 1085 года, после освобождения города Толедо Альфонсо VI от арабов. Толедская тайфа была ликвидирована, а новое образование, хотя и называлось «королевством», полностью зависело от короны Кастилии и Леона. Отвоёванная территория оставалась предметом борьбы между христианами и мусульманами вплоть до битвы при ас-Навас-де-Толоса и еврейского погрома в 1212 году. Около семи с половиной веков название территории оставалось прежним. 
20 ноября 1833 года Испания провела административную реформу, территория страны была разделена на исторические регионы. Королевство Толедо стало относиться к Кастилья-ла-Нуэва. На его месте были образованы провинции Толедо и Сьюдад-Реаль, часть территории отошло провинциям Куэнка, Гвадалахара и Мадрид.